# D. Moor

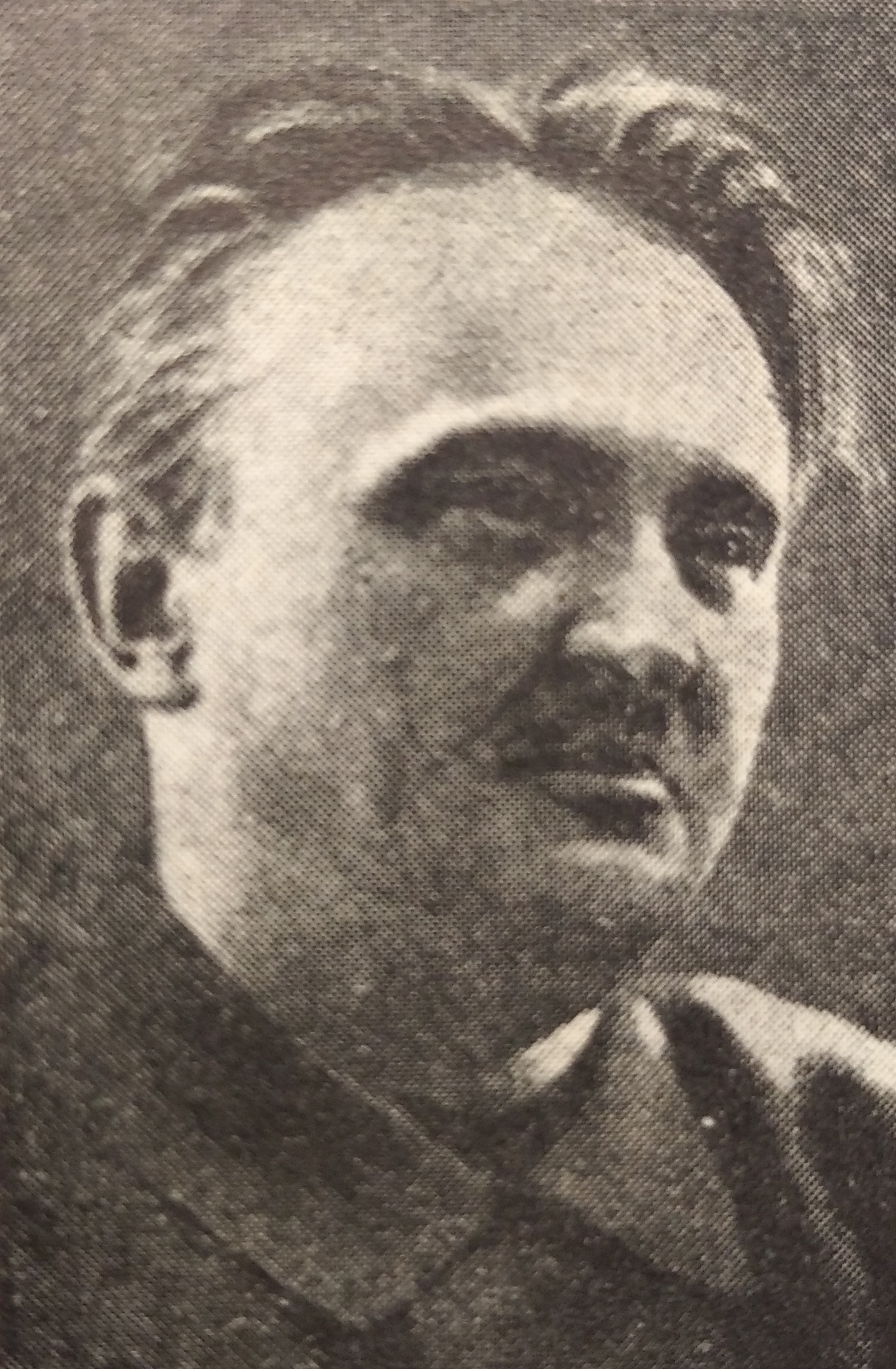
Dmitri Stachijewitsch Orlow - bekannt unter seinem Künstlernamen D. Moor

D. Moor (russisch Д. Моор; * 22. Oktoberjul. / 3. November 1883greg. in Nowotscherkassk; † 24. Oktober 1946 in Moskau), eigentlich Dmitri Stachijewitsch Orlow (russisch Дмитрий Стахиевич Орлов) war ein russisch-sowjetischer Grafiker.
D. Moor war einer der Begründer des sowjetischen politischen Plakates. Im Jahr 1920, während des Bürgerkrieges, schuf er die Propagandaplakate „Hast Du dich schon als Freiwilliger eingetragen?“, „Wrangel lebt noch, schlag ihn ohne Gnade tot“ und „Das rote Geschenk für den weißen Pan“. Scharf begrenzte Lichtreflexe und eine expressive Zeichnung der Konturen waren charakteristisch für seine Arbeiten.
Während des Zweiten Weltkrieges schuf Moor eine Reihe von Plakaten und leitete eine Künstlerbrigade an der Moskauer Kunsthochschule.